# Cyril Judd
Cyril Judd a fost un pseudonim folosit în comun de scriitorii americani Cyril M. Kornbluth și Judith Merril pentru cele două romane ale acestora: 
- Gunner Cade (1952); publicat în foileton în Astounding Science Fiction în 1952.
- Outpost Mars (1952, retipărit ca Sin in Space în 1961;  publicat în foileton ca Mars Child în Galaxy Science Fiction în 1951.)